# ピーター・ミッチェル
ピーター・デニス・ミッチェル（Peter Dennis Mitchell, 1920年9月29日 – 1992年4月10日）はイギリスの生化学者で、ATP合成の電気化学勾配メカニズムを発見したことにより、生体内でのエネルギー伝達に関する研究への貢献が認められ、1978年度のノーベル化学賞を受賞した。イングランドのサリー、ミッチャム（現在のマートン・ロンドン特別区）の生まれ。

## 伝記
父親は公務員のクリストファー・ギブス・ミッチェル、母親はケイト・バートライス・ドロシー・タプリンである。彼はトーントンのクイーンズ大学とイギリスのケンブリッジ大学ジーザス校で生化学を学んだ。
彼は1942年にケンブリッジ大学の生化学部局で研究職を得、1951年の初めに、ペニシリンの作用機構の研究により博士号を取得した。1955年にはマイケル・スワンに招かれ、エディンバラ大学の動物学分野の一部として、生化学部局の立ち上げに尽力した。彼はそこで1961年に研究職を得、1962年から病気で退任する1963年まで研究リーダーを務めた。1974年王立協会フェロー選出。

## 研究
その後、彼は1965年まで、コーンウォール州ボドウィンに程近い、グリンハウスと呼ばれるレジェント様式の建物の修復を監督した。この建物は研究所として使われた。彼と同僚のジェニファー・モイレは、グリンハウスでの生化学研究の財政を支援するためグリン研究所という慈善団体を設立し、電気化学勾配反応の機構を研究する計画を立ち上げた。

## 電気化学勾配仮説

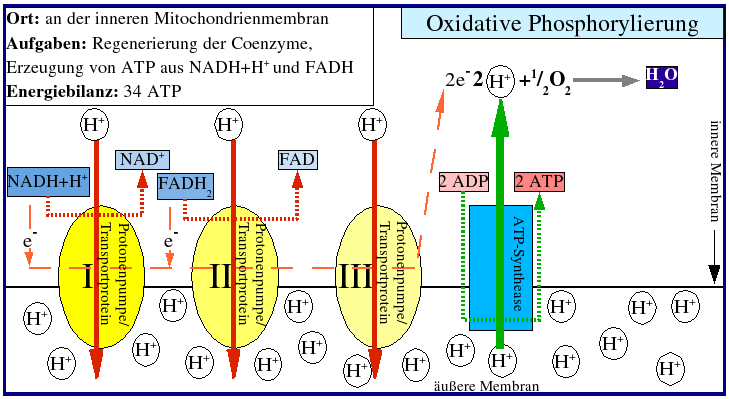
酸化的リン酸化

1960年代にはATPは生体内でのエネルギー通貨であることが知られていたが、ミトコンドリア内で基質レベルのリン酸化により生成されると推定されていた。ミッチェルの電気化学勾配仮説は、実際の酸化的リン酸化を理解する基礎となるものである。その頃、酸化的リン酸化によるATPの生成機構は全く分かっていなかった。
ミッチェルは、電気化学ポテンシャルに従うイオンの動きがATPの生産に必要なエネルギーを作っていることに気づいた。彼の仮説は1960年代に既によく知られていた事実に基づくものであった。彼は、生きている細胞は全て、内部が負になる膜電位を持っていることを知っていた。彼はまた、ミトコンドリア内膜と外膜の電位差（約150mV）の存在をさまざまな研究者と立証した。膜を横断する電荷を持ったイオンの動きが電気の力により影響を受ける。その動きはまた、物質が濃度の濃いところから薄いところへ拡散する力によっても影響を受ける。彼は、ATP合成が電気化学勾配と関係していることを証明した。
彼の理論は、ATP合成に電気化学勾配のエネルギーを用いる膜タンパク質であるATP合成酵素が見つかったことで確かになった。

## 受賞歴
- 1974年 ウォーレン賞
- 1976年 ローゼンスティール賞
- 1978年 ノーベル化学賞
- 1981年 コプリ・メダル
- 1987年 クルーニアン・メダル